# Nōrin Chūō Kinko

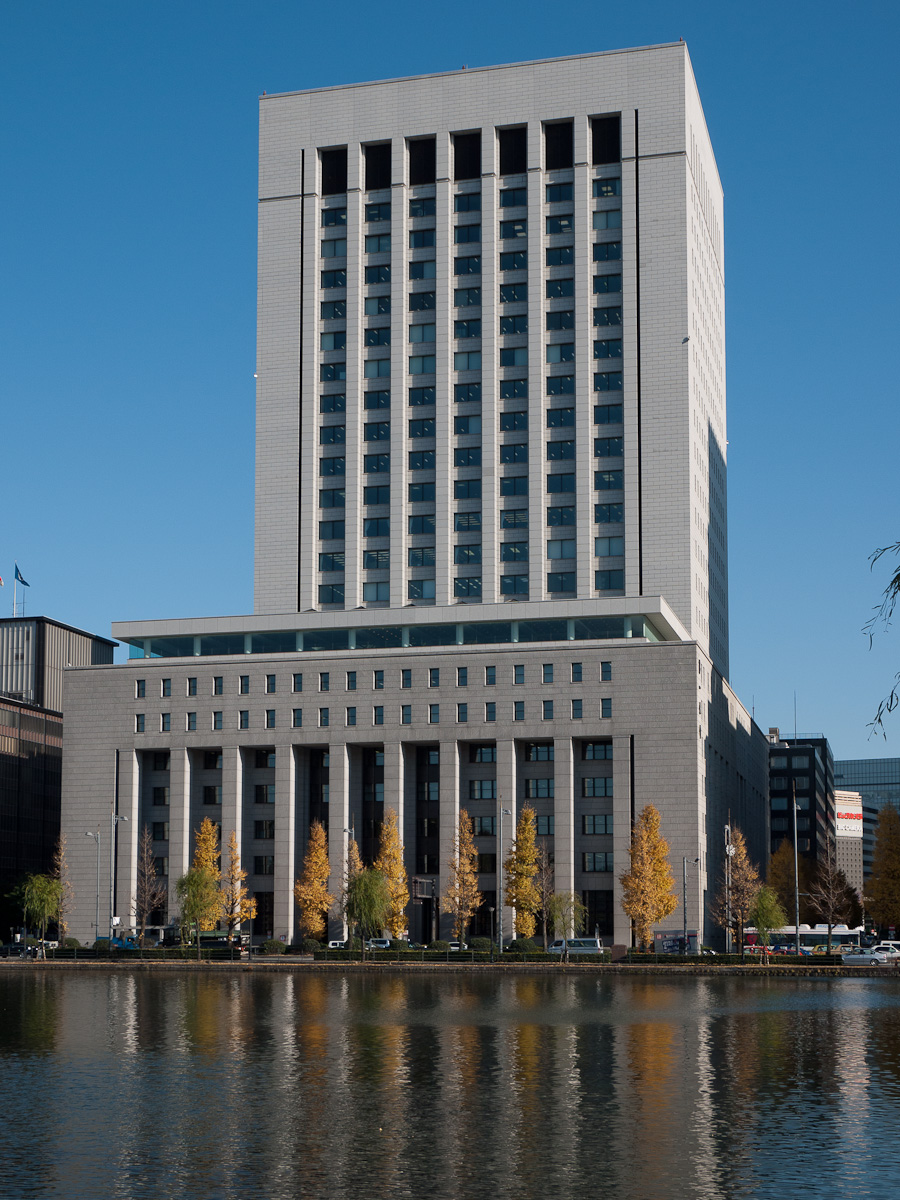
DN Tower (von Dai-ichi Seimei Hoken und Nōrin Chūō Kinko), Hauptsitz des Unternehmens

Nōrin Chūō Kinko (jap. 農林中央金庫, dt. „Land- und Forstwirtschaftszentralbank“, kurz: 農林中金, Nōrinchūkin, engl. The Norinchukin Bank) ist ein japanisches Unternehmen mit Firmensitz in Tokio. Das Unternehmen ist als Kreditinstitut im Bankwesen tätig.
Die Bank wurde 1923 als Sangyō Kumiai Chūō Kinko (産業組合中央金庫, dt. „Genossenschaftszentralbank“) als quasi-staatliches Institut gegründet; ein Jahr später erlaubte ihr ein eigenes Gesetz (農林中央金庫法, Nōrin Chūō Kinko-hō; Neufassung 2001), Genossenschaften aus den Bereichen Fischerei, Land- und Forstwirtschaft Finanzdienstleistungen anzubieten. Dadurch erhält sie heute die Rechtsform einer „besonderen juristischen Person des Privatrechts“ (特別民間法人, Tokubetsu Minkan Hōjin). 1943 nahm die Bank ihren heutigen Namen an.